# Jerry Marotta
Pour les articles homonymes, voir Marotta.
Jerome David Marotta dit Jerry, né le 6 février 1956 à Cleveland (Ohio) est un batteur américain. 
Il est le frère de Rick Marotta, qui est aussi batteur et compositeur.

## Biographie
Marotta était membre des groupes Arthur, Hurley & Gottlieb (1973-1975), d'Orléans (1976-1977 et 1982), de Peter Gabriel (1977-1986), de Hall & Oates (1979-1981), des Indigo Girls (1991-1996). 99), Stackridge (2011), Sevendys (2010-présent) et The Tony Levin Band (1995 à aujourd'hui).
Marotta a également joué de la batterie sur la chanson Whole Lotta Trouble de Stevie Nicks et Mike Campbell sur l'album The Other Side of the Mirror de Nicks en 1989. Il a également joué sur des albums d'Ani DiFranco, de Sarah McLachlan, de Marshall Crenshaw, de The Dream Academy, de Suzanne Vega, de John Mayer, d'Iggy Pop, d'Elvis Costello, de Cher McCarthy, de Carly Simon, de Lawrence Gowan, Ron Sexsmith, Banda do Casaco et bien d'autres.
En plus de son travail de batteur de studio et de scène, il est chanteur, compositeur et producteur de disques. En 1996, il a produit A Carnival of Voices d'Ellis Paul. 

## Discographie
Tony Levin, Jerry Marotta & Steve Gorn
- 1997 : From the Caves of the Iron Moutain

Avec Griesgraber
- 2004 : Waking The Day, avec Tony Levin et Harvey Jones

Orleans
- Waking and Dreaming
- 1980 : Orleans
- One of a Kind
- We're Still Having Fun: The Best of Orleans

Peter Gabriel
- Peter Gabriel 2 (Scratch)
- Peter Gabriel 3 (Melt)
- Peter Gabriel 4 (Security)
- Plays Live
- Birdy
- So

Hall & Oates
- X-Static
- Voices
- Private Eyes
- Ecstasy on the Edge

Indigo Girls
- Nomads Indians Saints
- Rites of Passage
- Swamp Ophelia
- 1200 Curfews
- Shaming of the Sun
- Come on Now Social

Tony Levin
- World Diary
- From the Caves of the Iron Mountain
- Waters of Eden
- Pieces of the Sun
- Double Espresso
- Resonator

Stevie Nicks
- The Other Side of the Mirror
- Timespace: The Best of Stevie Nicks
- The Enchanted Works of Stevie Nicks